# Cañada de Yáñez
Cañada de Yáñez är en ort i Mexiko.   Den ligger i kommunen Santa María del Río och delstaten San Luis Potosí, i den centrala delen av landet, 300 km nordväst om huvudstaden Mexico City. Cañada de Yáñez ligger 1 745 meter över havet och antalet invånare är 894.
Terrängen runt Cañada de Yáñez är kuperad. Runt Cañada de Yáñez är det ganska glesbefolkat, med 22 invånare per kvadratkilometer. Närmaste större samhälle är Santa María del Río, 8,8 km väster om Cañada de Yáñez. Omgivningarna runt Cañada de Yáñez är i huvudsak ett öppet busklandskap.